# Воїслав Нікчевич
Воіслав Нікчевич сербохорв. Војислав П. Никчевић / Vojislav P. Nikčević (18 січня 1935 року, Стубіца (Нікшич), Королівство Югославія — 2 липня 2007 року, Белград, Сербія) — югославський чорногорський лінгвіст та історик літератури, почесний член Дуклянської академії наук і мистецтв, засновник і голова Товариства чорногорсько-хорватської дружби.

## Біографія
Воїслав Нікчевич народився 18 січня 1935 року в селі Стубіца. Закінчив гімназію в Нікшичі та філософський факультет Загребського університету. 1975 року захистив докторську дисертацію «Молодий Негош: аналітично-компаративні перетини поетичного розвитку». 
З 1965 року працював в Нікшицькій педагогічній академії, викладав у Бихацькій і Земунській медичних школах. З 1982 року був професором  філософського факультету в Нікшичі та культурологічного факультету в Цетинє. 
У кінці 1960-х років Нікчевич приєднався до групи чорногорських інтелігентів, які підтримували тезу про національну самобутність чорногорців і про статус чорногорської мови.  Піддавався критиці й був під наглядом з боку влади. Деякі його роботи не публікували з ідеологічних міркувань.
У кінці 1980-х років Нікчевич і група інтелектуалів з Чорногорського лексикографічного видавництва підтримали Міло Джукановича і Моміра Булатовича, які виступали за демократичні реформи та підтримували низку автономних чорногорських організацій (Чорногорське суспільство незалежних письменників, Чорногорський ПЕН-центр і навіть автокефальну чорногорську православну церкву). 
У 1990-і роки Нікчевич опублікував низку статей на підтримку теорії про окрему чорногорську мову, з якими виступав у Польщі, Хорватії та Словенії. Як літературознавець, Нікчевич досліджував творчість Петра II Петровича Негоша і таке явище, як Потуріца (колоківальна назва балканських слов'ян, які прийняли іслам і адаптувалися до тюркської культури). 
З огляду на історичні джерела, народну творчість і текстологічний аналіз, Нікчевич виступив проти історичної обґрунтованості подібних явищ. Ця теза, попри початковий опір, була прийнята чорногорською історіографією. 
Також Нікчевич як професор і завідувач кафедри чорногорської літератури філософського факультету в Нікшичі писав роботи про інші феномени чорногорської літератури, вивчаючи періодизацію, середньовічну літературу (Літопис Попа Дуклянина, Мірославово Євангеліє, Маріїнське Євангеліє), народну літературу (про чорногорських болгар), літературу XIX і XX століть. Викладав слов'янську літературу на своєму факультеті. Він став засновником і першим директором Інституту чорногорської мови та лінгвістики, членом Дуклянської академії наук і мистецтв, президентом Інституту чорногорської мови. Був керівником проєкту «Історія чорногорської літератури», у рамках якого писав другий том своєї фундаментальної роботи «Чорногорська література з найдавніших часів до середини дев'ятнадцятого століття».
Помер 2 липня 2007 року в Белграді, похований в Цетинє.

## Досягнення. Відзнаки
- За свою кар'єру Нікчевич видав близько 600 науково-дослідних робіт у Чорногорії і за кордоном, 16 монографій, одну спільну книгу й 11 збірок прислів'їв і приказок чорногорської мови.
- З 1982 року — професор філософського факультету.
- Почесний член Дуклянської академії наук і мистецтва.

## Роботи
- Молодий Негош («Млади Његош»)
- Вивчення дій у «Гірському вінці» Нєгоша («Істрага потуріца у Његошеву Гірському віјенцу»)
- Пиши так, як говориш («Пиши као што зборіш»)
- Історія чорногорської мови («Історіја црногорског језіка») — два томи
- Правопис чорногорської мови
- Чорногорське літературне перехрестя («Црногорска књіжевна раскршћа»)
- Штокавська діасістема («штокавський діјасістем»)
- Граматика чорногорської мови («Граматика црногорског језіка»)
- Дослідження потуріц — міф чи реальність («Істрага потуріца — міт або стварност»)
- Любішин мовна кузня («Љубішіна језічка ковніца»)
- Дослідження в галузі мовознавства («Језікословне студіје»)
- Дослідження в галузі кроатістікі («Кроатістічке студіје»)
- Мовні та літературні теми («Језічке і књіжевне темі»)
- Історія чорногорської літератури від виникнення писемності до XIII століття («Історіја црногорске књіжевності од почетака письмового до XIII віјека»)
- Вірші («П (ј) есме»)